# Johannes Franz Hartmann
Johannes Franz Hartmann (Erfurt, 11 gennaio 1865 – Gottinga, 13 settembre 1936) è stato un astronomo tedesco.

## Biografia
Si laureò in fisica all'Università di Lipsia nel 1891, e fino al 1896 lavorò all'osservatorio di tale università, facendo osservazioni per il catalogo stellare Astronomische Gesellschaft. Si trasferì quindi all'osservatorio di Potsdam, dove era presente un telescopio rifrattore da 80 cm. Lo strumento non dava però i risultati sperati per l'uso fotografico. Hartmann, tramite un test da lui elaborato, riuscì ad individuare il problema e ad eliminarlo.

Il "Test Hartmann" è tuttora usato per determinare le caratteristiche di lenti e specchi dei telescopi, misurandone gli errori. Inventò anche il fotometro e lo spettrometro che portano il suo nome.
Il risultato più importante all'osservatorio di Potsdam fu tuttavia la scoperta del gas interstellare. Nel 1904, mentre stava osservando la stella δ Orionis per determinarne la velocità radiale attraverso l'effetto Doppler, notò che il suo spettro conteneva forti righe di assorbimento del calcio ionizzato. Hartmann le chiamò "righe stazionarie", interpretandole come segue: «Riteniamo che in qualche punto dello spazio sulla linea visuale fra il Sole e Delta Orionis ci sia una nube che produce questo assorbimento... dalla natura della riga osservata riteniamo molto probabile che la nube consista di vapori di calcio».
Nel 1909 fu nominato direttore del dipartimento di astronomia dell'Università di Gottinga.
Nel 1921 si trasferì in Argentina, dove divenne direttore dell'Osservatorio di La Plata. Adattò il telescopio riflettore da 32 pollici dell'osservatorio per l'uso spettrografico, che fino ad allora non era stato possibile nel cielo australe. Tornò in Germania nel 1935, all'età di 70 anni.
Era sposato con Maria Scherr, dalla quale ebbe due figli e una figlia. 
Hartm
Mentre era all'osservatorio di La Plata, scoprì tre asteroidi: 965 Angelica, 1029 La Plata e 1254 Erfordia.
Gli è stato dedicato il cratere lunare Hartmann, di 61 km di diametro.